# Lestidium bigelowi
Lestidium bigelowi är en fiskart som beskrevs av Graae, 1967. Lestidium bigelowi ingår i släktet Lestidium och familjen laxtobisfiskar. Inga underarter finns listade i Catalogue of Life.